# José Ramón Rodil y Campillo
 (décembre 2022).
Si vous disposez d'ouvrages ou d'articles de référence ou si vous connaissez des sites web de qualité traitant du thème abordé ici, merci de compléter l'article en donnant les références utiles à sa vérifiabilité et en les liant à la section « Notes et références ».
Pour les articles homonymes, voir Ramón et Campillo.
José Ramón Esteban Mateo Méndez Rodil y Gayoso, né à A Fonsagrada le 5 février 1789 et mort le 20 février 1853 à Madrid, vice-roi de Navarre, marquis de Rodil et auparavant vicomte de Trobo, est un militaire espagnol, homme d'État, président du Conseil des ministres (1842-1843) durant les régences de Marie-Christine de Bourbon et d'Espartero.

## Biographie
Suivant des études à l'Université de Saint-Jacques-de-Compostelle lorsqu'éclate la Guerre d'indépendance, il rejoint des groupes de volontaires pour lutter contre l'envahisseur français, intégrant le « bataillon littéraire » (« Batallón Literario ») en 1808.

### Les guerres d'indépendance
Il est ensuite envoyé pour lutter contre les premiers soubresauts indépendantistes au Pérou dans le régiment de l'infant. Peu après son arrivée à Callao il est promu au grade de commandant. Il se distingue dans sa mission d'organiser un bataillon à Arequipa et se rend avec ses recrues sur la petite île du Scorpion (isla del Alacrán), face au port d'Arica. Après une période d'entraînement ils rejoignent les troupes royalistes qui occupaient le Chili.
Il participe aux combats de Talca, Cancha Rayada et Maipú. À son retour à Lima il est promu colonel en 1820 et dirige les troupes retranchées dans les forteresses de la région de Callao. Après la débâcle d'Ayacucho (1824) durant le siège de Callao, Rodil refuse de se rendre, malgré les privations. Il va jusqu'à faire exécuter ses lieutenants qui se rebellent contre lui, ainsi que son chapelain, Pedro Marieluz Garcés pour préserver le secret de la confession.
Rodil résiste et contribue au maintien de la présence espagnole deux ans durant. En 1826, alors maréchal de camp, il rentre dans la péninsule. En 1831, il reçoit le titre de marquis de Rodil.

### Retour en Espagne
Rallié au camp libéral lorsqu'éclate l'insurrection carliste, il est chargé de poursuivre et capturer le prétendant au trône Charles de Bourbon, frère du roi défunt Ferdinand VII, à la suite de la réorganisation des forces armées menée par la régente Marie-Christine, tâche dans laquelle il échoue, celui-là réussissant à s'enfuir au Portugal. Lors de la Première guerre carliste, il est nommé générale en chef de l'armée du nord et dernier vice-roi de Navarre  (1836-1843). Il affronte et échoue face à Zumalacárregui, ce qui entraîne sa destitution immédiate.
Il occupera par la suite divers postes administratifs comme celui de capitaine général. Il est au cours de sa vie député, sénateur et ministre de la Guerre. Homme de confiance d'Espartero, celui-ci le nomme plus tard président du conseil de ministres.

## Œuvres
- Manifiesto y causa del Teniente Jeneral Marqués de Rodil. Documentos importantes a la época contemporánea, publicados por él mismo. Madrid, 1838.
- Memoria del sitio del Callao, editado en Madrid, en 1955, por la Escuela de Estudios Hispanoamericanos.